# تأیید (فیلم ۲۰۱۶)
تأیید (انگلیسی: The Confirmation) فیلمی در ژانر کمدی-درام به کارگردانی باب نلسون است که در سال ۲۰۱۶ منتشر شد. از بازیگران آن می‌توان به کلایو اوون اشاره کرد.